# Fructuós de Braga
Fructuós (Toledo o el Bierzo, regne de Toledo, ca. 595 - Braga, 665) fou un monjo i bisbe de Braga, venerat com a sant per diverses confessions cristianes.

## Biografia
Havia nascut a la cort de Toledo o a la comarca del Bierzo (avui part de la província de Lleó) al voltant de l'any 600, al si d'una família visigoda noble. Va estudiar a Palència amb el bisbe Conanci, amb qui estudià les Sagrades Escriptures i música. Orfe d'adolescent, va deixar la cort i es va retirar a fer vida eremítica al Bierzo, on la seva família tenia propietats, a una cova de la vall de Compludus o Complutus. La seva fama va fer que aviat atragués diversos deixebles que feren vida eremítica com ell, essent coneguda la zona com "Tebaida berciana". Fructuós va fundar llavors un monestir dedicat als màrtirs Just i Pastor, anomenat per al que va establir una regla molt rigorosa. El monestir tenia l'aspecte d'un poble, on vivien separats homes i dones, que tant eren religiosos com seglars, que en entrar al monestir feien vots de castedat i es dedicaven a la pregària i la penitència; els nens estudiaven a l'escola monàstica.

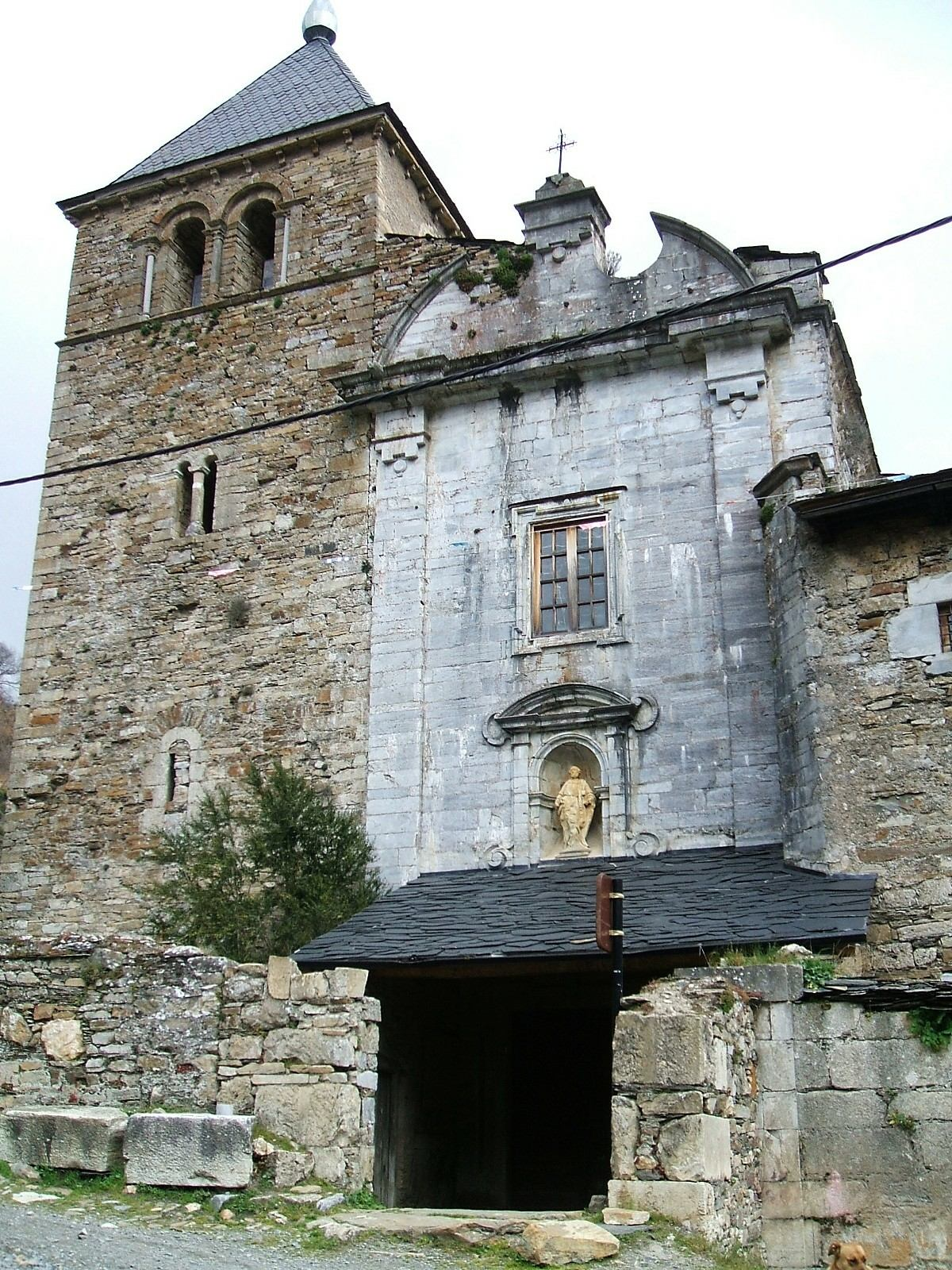
Monestir de San Pedro de Montes, fundat per Fructuós.

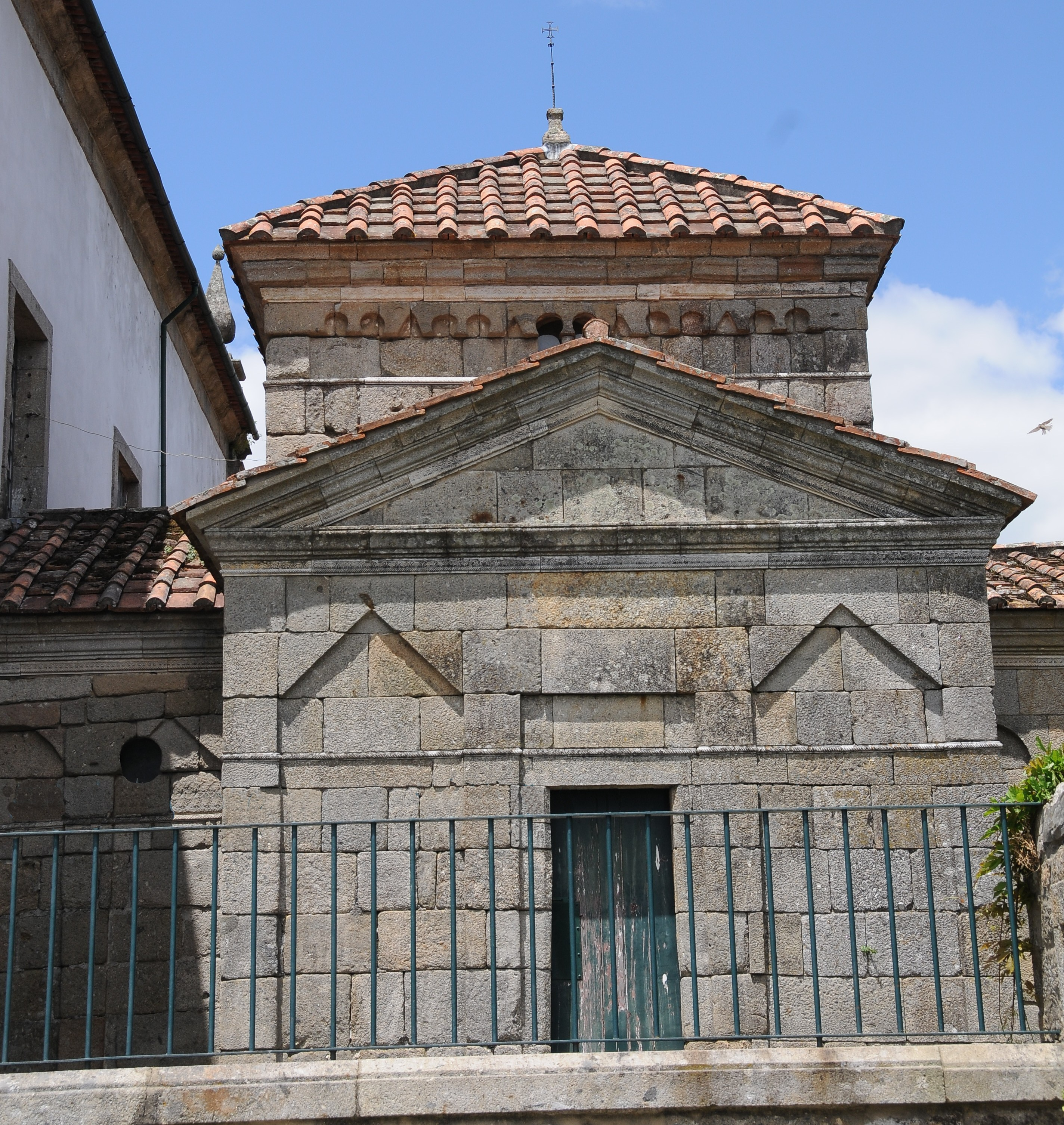
Capella de Sant Fructuós a Braga, on va ésser enterrat.

Després es va retirar de nou a terres despoblades de la comarca, al mont Aquiana de la vall de l'Oza. L'arribada de nous deixebles l'obligà a construir un altre monestir anomenat Rupianensis o de San Pedro de Montes. Va tornar a Compludum i en tornà a marxar, repetint-se la història i fundant el monestir de San Fèlix de Visonia a la serralada d'Aguiar.
Després es va traslladar a Lusitània i la Bètica, a les capital de les quals va venerar les relíquies de santa Eulàlia de Mèrida) i dels sants Geronci, Leandre i Isidor de Sevilla. Al seu pas, fundava noves comunitats monàstiques, com la de l'illa de León, a Cadis; en total, entre Galícia i la Bètica va fundar uns vint monestirs. Des de Gades va intentar embarcar cap a Orient per visitar els llocs sants i els monestirs de la zona, però el rei Recesvint li ho prohibí i el va nomenar abat-bisbe del monestir de Dumium (Dume, prop de Braga).
Com a abat va acudir al X Concili de Toledo (656), on va presentar cànons referits a la vida monàstica. Al concili, l'arquebisbe de Braga, Potami, va presentar la seva renúncia per haver trencat el celibat: en lloc seu va ser elegit arquebisbe Fructuós (656). Poca cosa se sap de la seva activitat com a bisbe: va fer construir una església dedicada a Sant Salvador, l'actual de São Frutuoso de Montélios, on seria sebollit. Va morir desenvolupant el càrrec, algun temps després, el 665.

## Veneració
Va ésser enterrat vora la capella que havia edificat a Braga, a Montélios, on fou edificat un mausoleu, actual capella de S. Frutuoso de Montélios. L'any 1102, l'arquebisbe de Santiago de Compostel·la Diego Gelmírez va robar-ne el cos i el va portar a la seva seu, enterrant-lo a la cripta de la Catedral de Santiago de Compostel·la, a la Capella das Relíquias. Una part considerable de les relíquies fou tornada a Braga el 1996, essent ara col·locada en una urna de l'església de S. Frutuoso de Montélios, al pilar de l'església barroca que comunica amb l'antiga capilla visigòtica, el seu lloc original d'enterrament.
El seu deixeble Valeri del Bierzo va escriure la seva biografia, la Vita Sancti Fructuosi, centrant-se en la seva vida com a monjo. Els miracles que n'explica són senzills, a l'estil dels de les Fioretti de Francesc d'Assís, que revelen el seu amor per la natura. Alguns d'ells fan referència a la cura que tenia pels llibres que sempre portava per a les noves fundacions monàstiques i que, als viatges, van estar sovint a punt de perdre's, però eren salvats per la intervenció del sant.
És considerat el pare del monaquisme hispànic, com a fundador de gran nombre de monestirs i autor de dues regles monàstiques: la Regula Monachorum i la Regula Monastica Communis, molt difoses fins a l'arribada de la Regla de Sant Benet. Es basen en les regles orientals, les dels monestirs gals i l'obra d'Isidor de Sevilla, refonent-les i creant-ne una regla original.